# Palazzo Ricasoli Firidolfi
Il Palazzo Ricasoli Firidolfi, poi Ridolfi, è un edificio storico del centro di Firenze, situato in via Maggio 7, angolo via de' Vellutini. Il palazzo appare nell'elenco redatto nel 1901 dalla Direzione Generale delle Antichità e Belle Arti, quale edificio monumentale da considerare patrimonio artistico nazionale.

## Storia

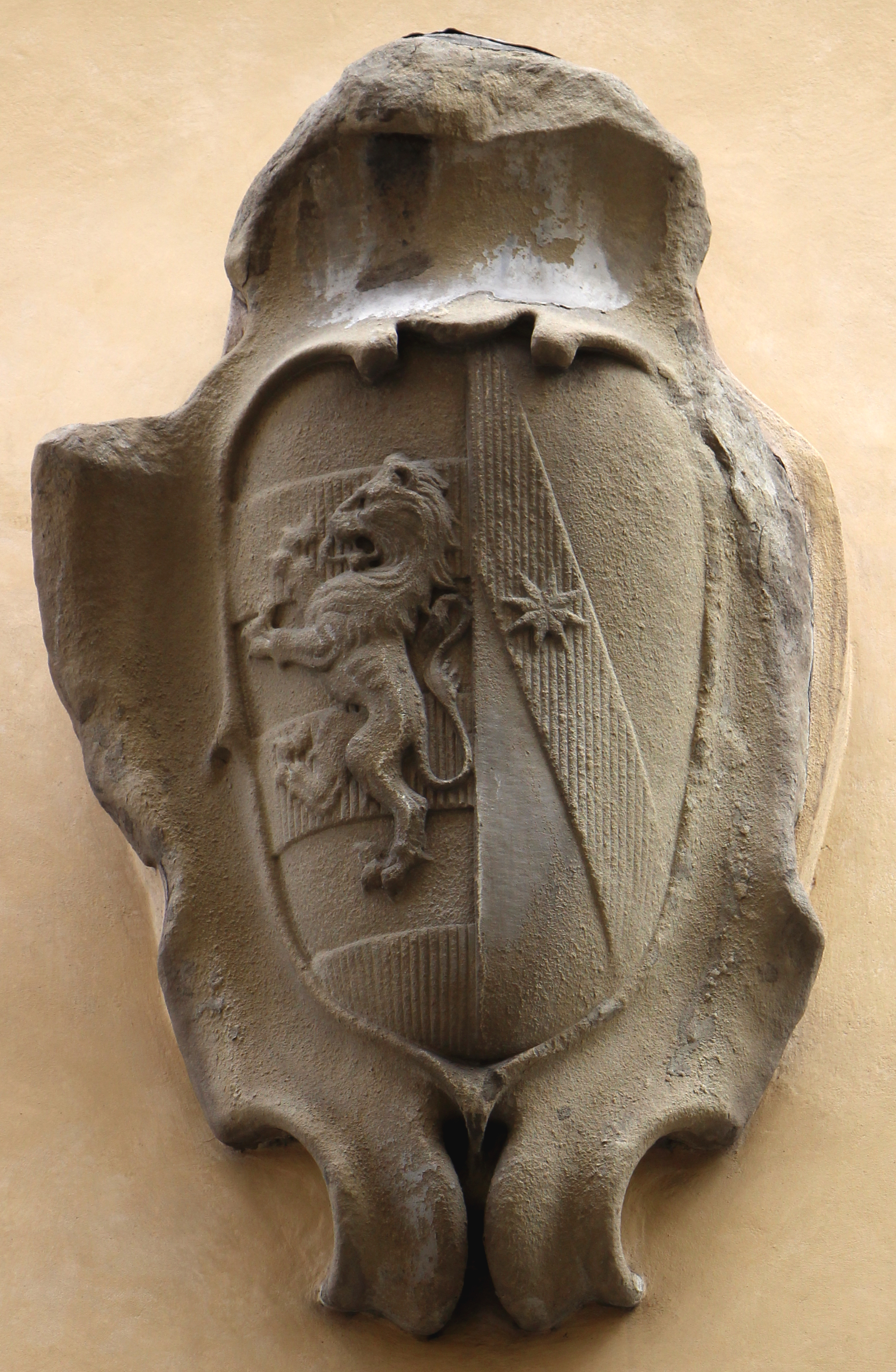
Stemma Ricasoli Firidolfi

L'attuale edificio risulta fatto costruire attorno al 1520 dal senatore Giovanni Francesco Ridolfi (ad occupare un'area già segnata da proprietà dei Velluti, dei Migliori e di altri) su un progetto che la letteratura dice riconducibile all'ambiente di Baccio d'Agnolo. Secondo la testimonianza di Giorgio Vasari, per questa casa Jacopo Sansovino aveva fatto una bellissima arme scolpita in pietra sorretta da due putti (segnalati come di "maraviglioso artifizio" da Francesco Bocchi), poi rimossa e da riconoscere in quella ora sul palazzo Ridolfi di questa stessa via al numero civico 17. 
Nel 1756 un altro Gian Francesco Ridolfi vendette a Maria Lucrezia Firidolfi, nata Michelozzi, il palazzo, che rimase a questa famiglia fino al 1818 quando Lucrezia, ultima dei Firidolfi, si maritò con Gian Francesco Ricasoli, riunendo così in un nuovo ceppo famiglie che avevano una lontana comune origine. 
Ai primi del Novecento la proprietà passò, sempre per via ereditaria, ai Ricasoli Corsini. Tanto la facciata quanto il cortile sono stati restaurati nel tardo Ottocento, su progetto dell'ingegnere Felice Francolini coadiuvato dallo stesso Alberto Ricasoli Firidolfi, anch'esso architetto e allievo di Niccolò Matas. Al 1904 è documentato un intervento di ripristino della gronda e, al 1928, la riduzione a sporto di una rosta su via de' Vellutini.

## Descrizione

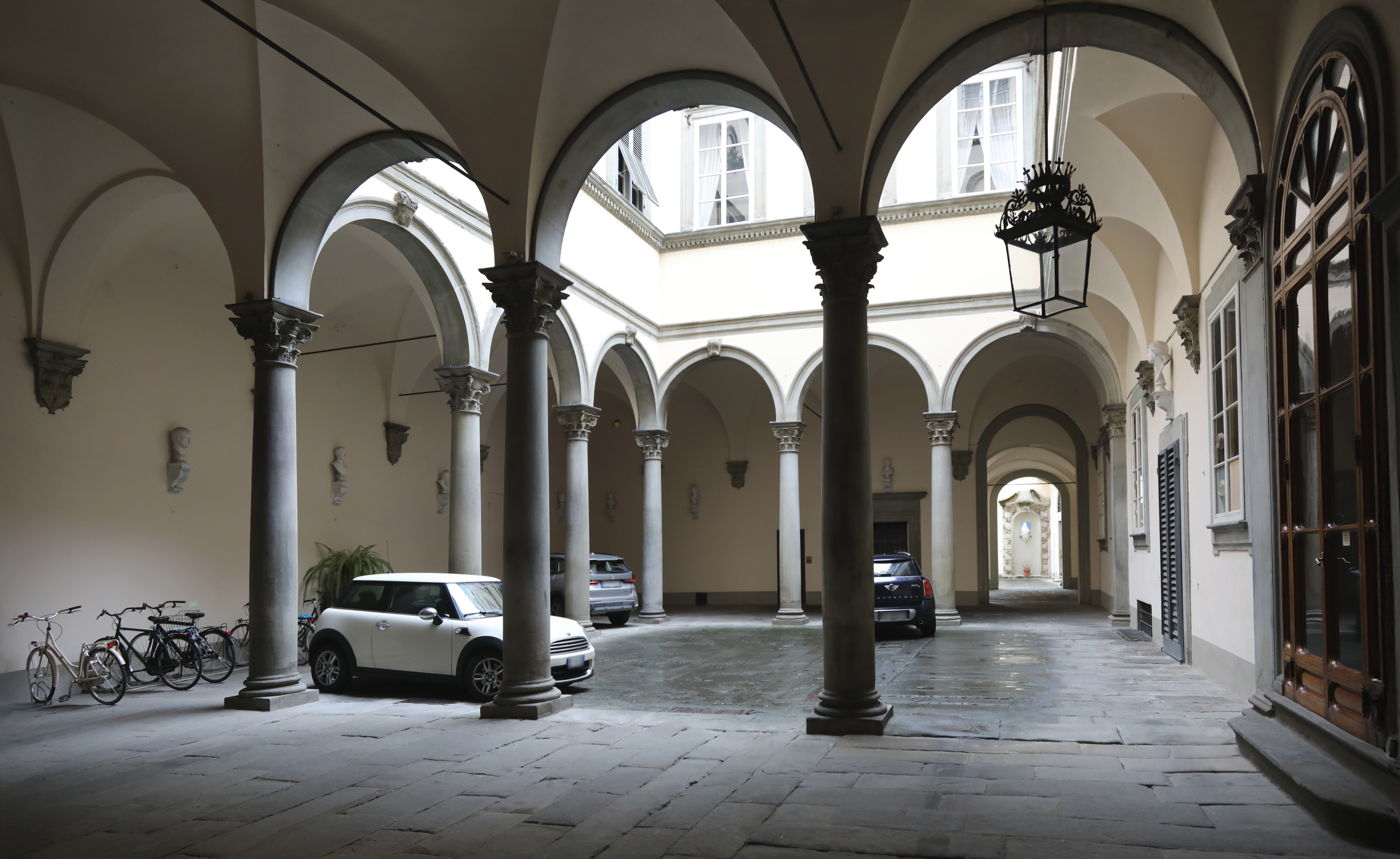
Il cortile

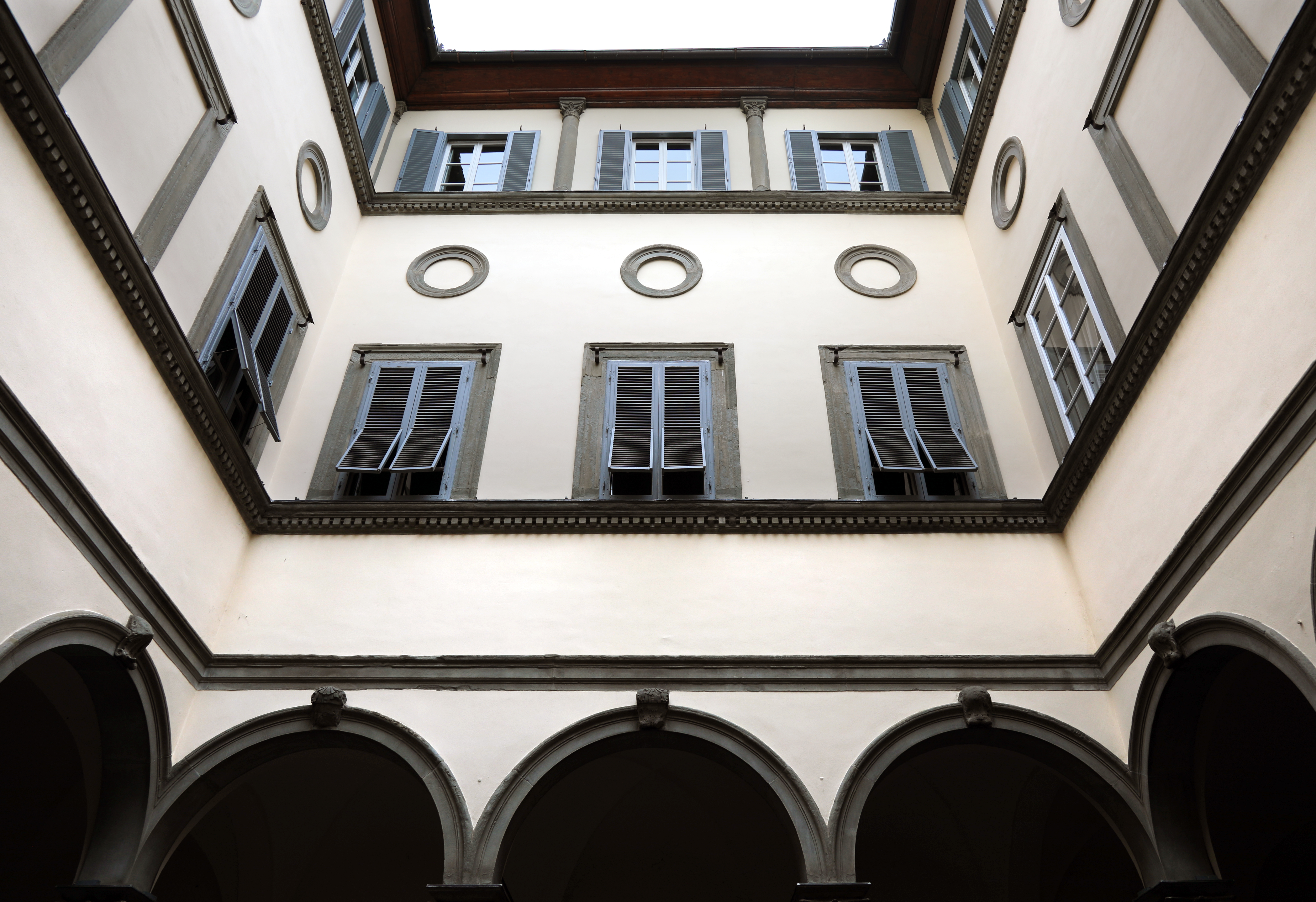
Prospetto interno sul cortile

La facciata si presenta a tre piani organizzati su sei assi (il quinto tamponato), con finestre inginocchiate al piano terreno (di più tarda realizzazione, databili presumibilmente ai primi del Seicento) e ad arco ai piani superiori, queste ultime incorniciate da bugne di pietra serena e poste su un ricorso sempre in pietra di notevole aggetto. L'angolo con via de' Vellutini, marcato da bozze sempre in pietra, presenta un ferro porta bandiera con anello e, in alto, una mensola a foglie d'acanto con nastri svolazzanti che un tempo sosteneva lo scudo con le armi dei Ridolfi. Al centro del fronte un altro scudo mostra invece le armi della famiglia Ricasoli (fasciato di sei pezzi d'oro e di rosso, al leone attraversante d'azzurro, qui senza smalti) e dei Firidolfi (d'argento alla banda di rosso, caricata in alto di una stella a otto punte d'oro), in ragione del già ricordato matrimonio del 1818. All'estremità sinistra della facciata, in basso, si trova una buchetta del vino. Le finestrelle con grate che afferiscono alle cantine sono numerate, forse per una migliore gestione delle masserizie: in quella destra, numerata col 4, la grata ha un'apertura della forma di un fiasco, probabilmente pure usata per la vendita diretta del vino. 
Il cortile è forse lo spazio più suggestivo del palazzo e quello che meglio restituisce la sua dimensione originaria: presenta tre lati porticati e uno con semivolte ad arco che sorreggono l'aggetto del piano superiore (recentemente il tutto è stato arredato con mensole e busti in gesso). Le colonne e i peducci in pietra serena hanno capitelli compositi particolarmente elaborati e di notevole fattura, nei quali ricorrono sia l'arme dei Ridolfi (d'azzurro, al monte di sei cime d'oro alla banda diminuita attraversante di rosso) sia una figura, interpretata come san Giovanni Battista, protettore del senatore Giovanni Francesco. I prospetti sullo stesso cortile sono decorati da ricorsi con dentelli e cornici in pietra: all'ultimo piano era una loggetta, ora tamponata e documentata dalle semicolonne che si stagliano sulle superfici intonacate. 
Da un arco sul fondo, in asse con il portone, si accede a una piccola corte dove si conserva una fontana a muro decorata con spugne secondo il gusto manierista. 
Negli interni la letteratura segnala una piccola cappella decorata con Scene del Nuovo Testamento (includenti ritratti di membri della famiglia Ridolfi) più volte ricondotta a Giorgio Vasari (anni 1560). Sull'altare della stessa si trova una Madonna col Bambino e san Giovanni del Rossellino. In altri ambienti varie guide della prima metà dell'Ottocento segnalano una sala con pitture murali di Pietro Rabbuiati che "si riguarda dagl'intendenti quale capo d'opera di questo artista".

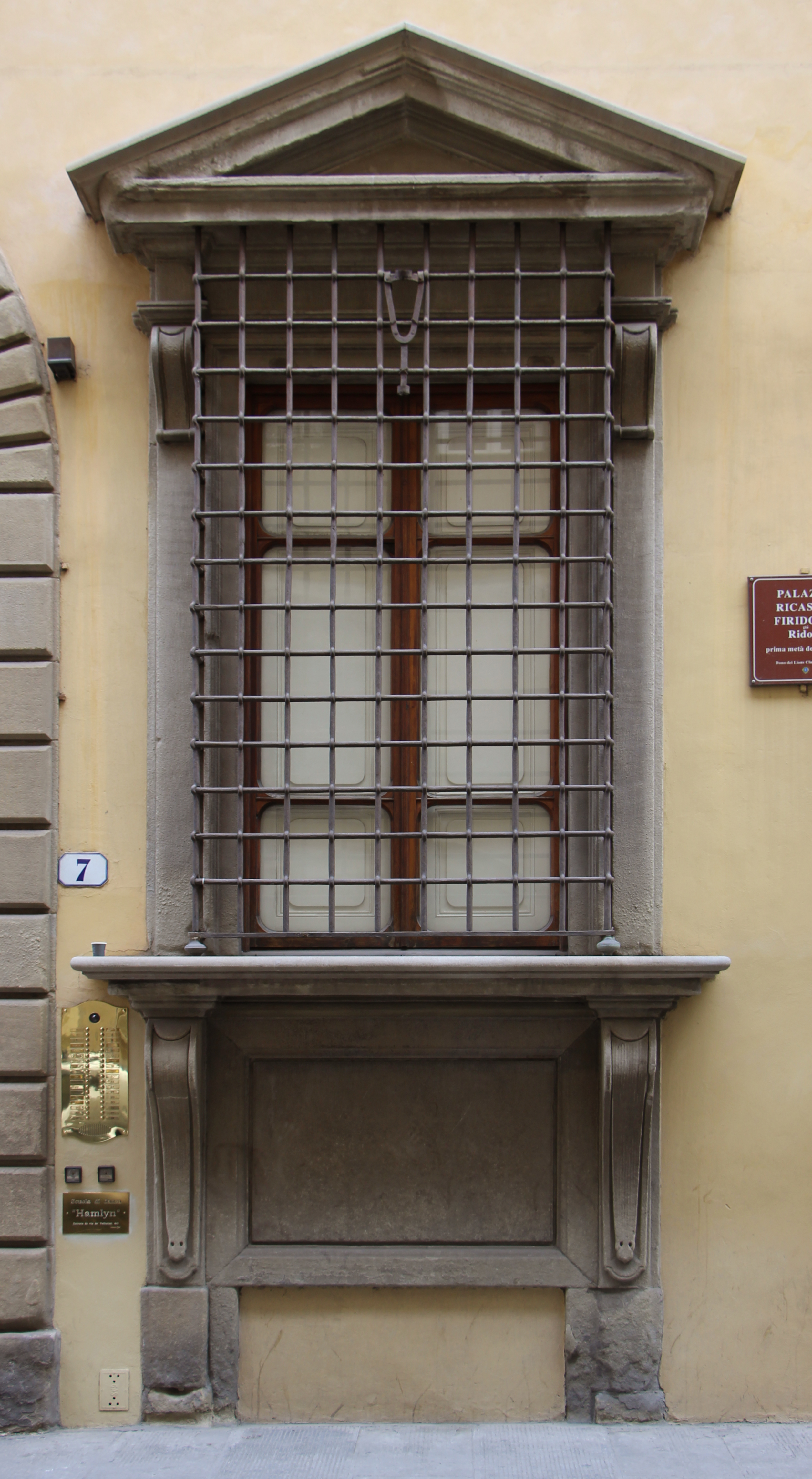
Finestra inginocchiata
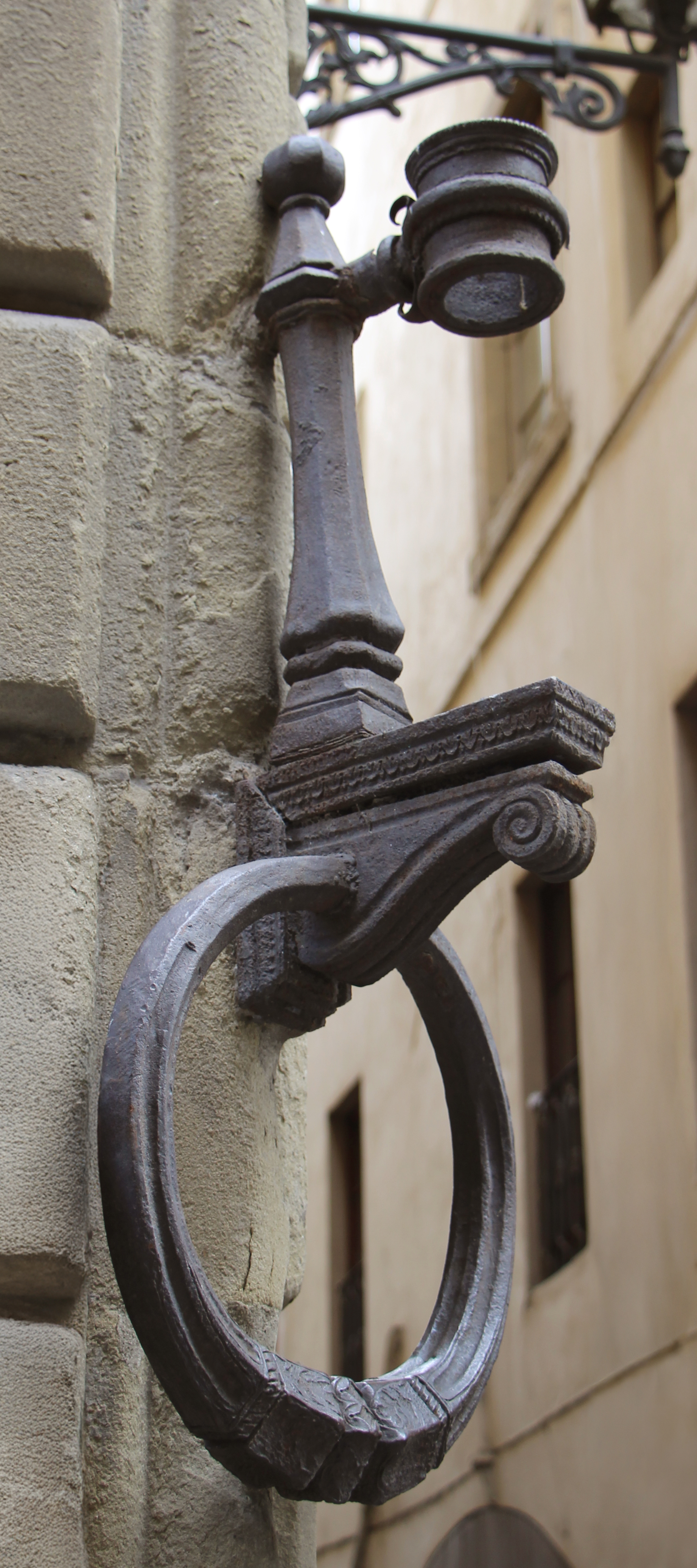
Portabandiera con anello da cavallo
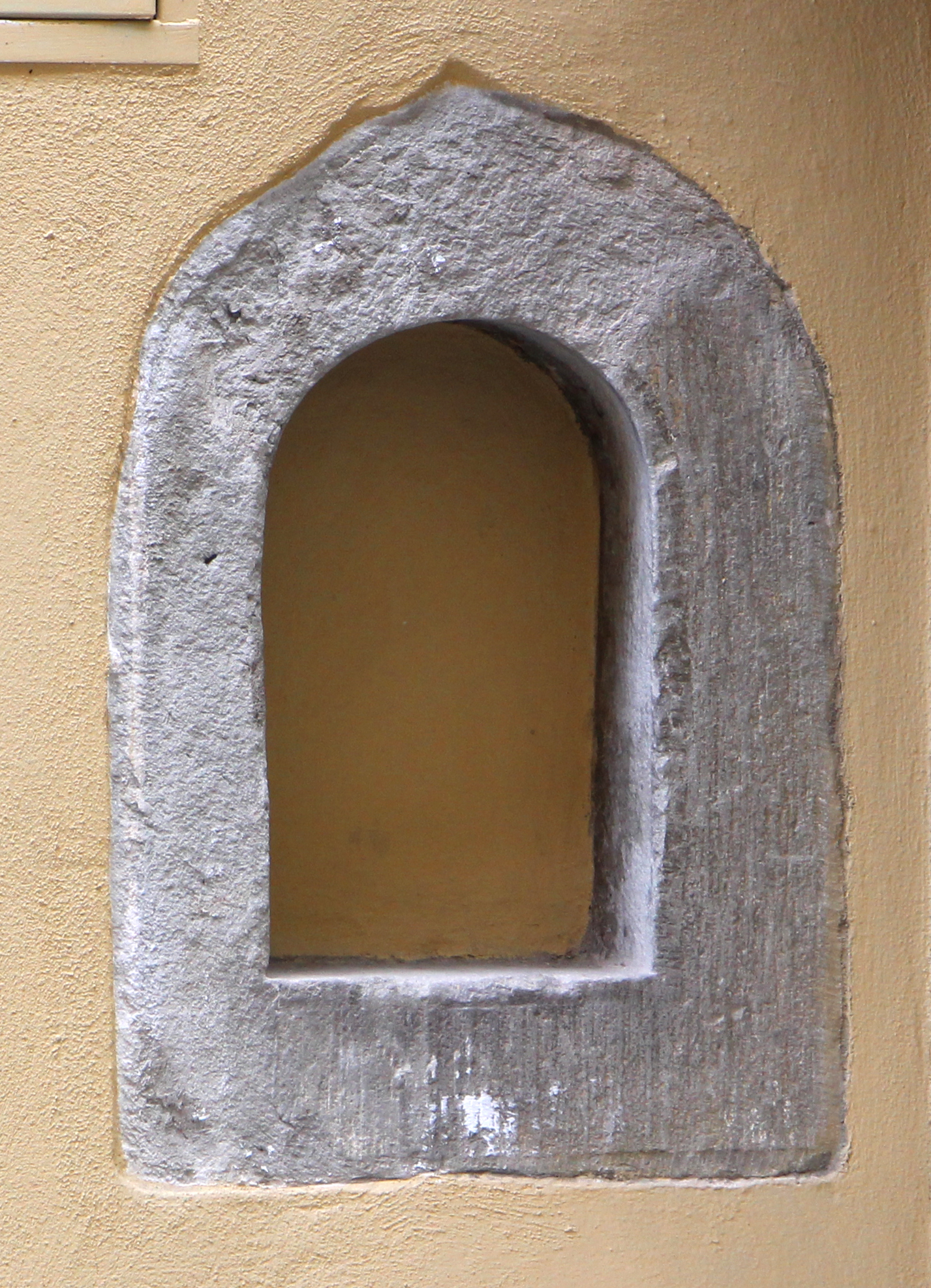
Buchetta del vino
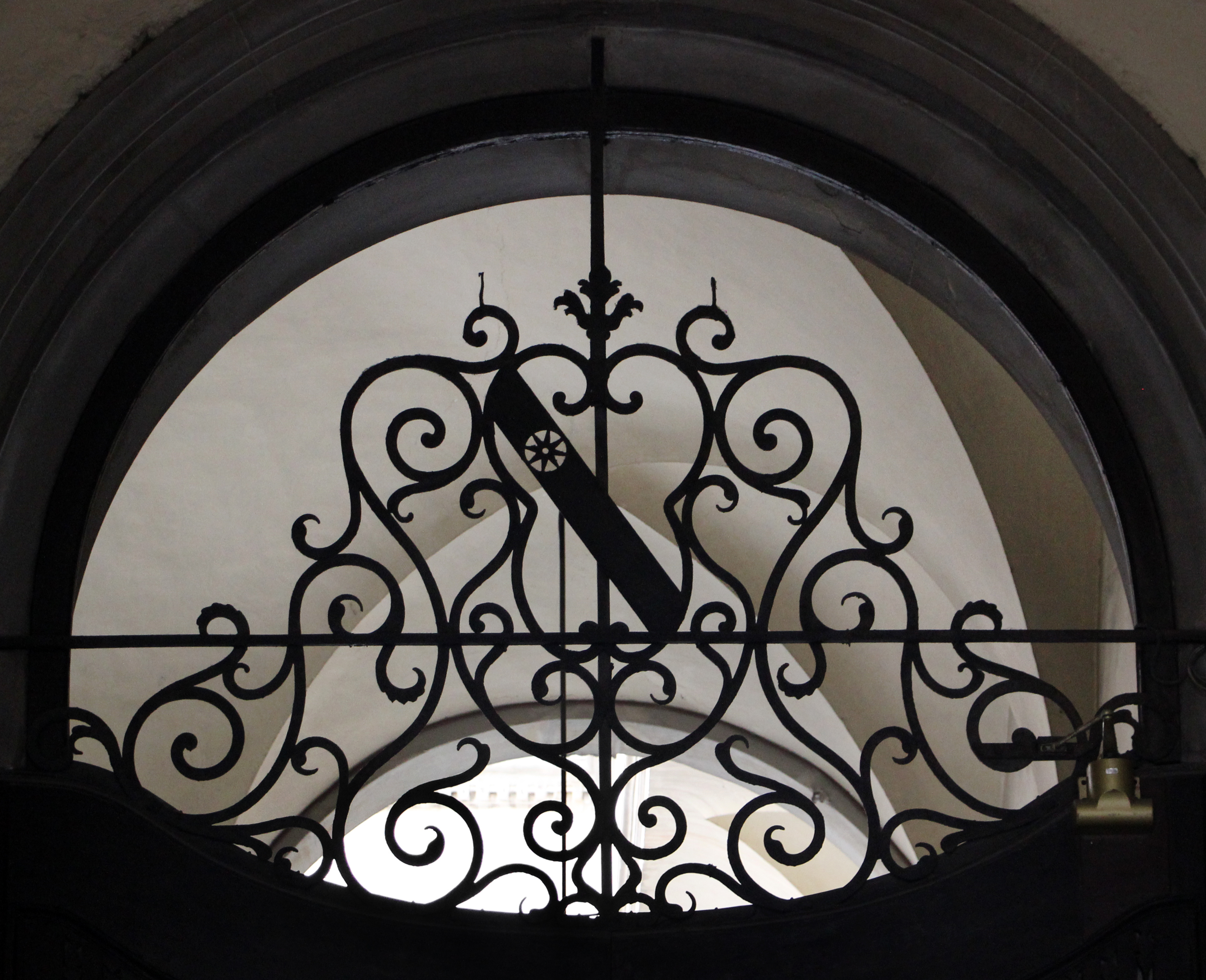
Cancellata con stemma Firidolfi
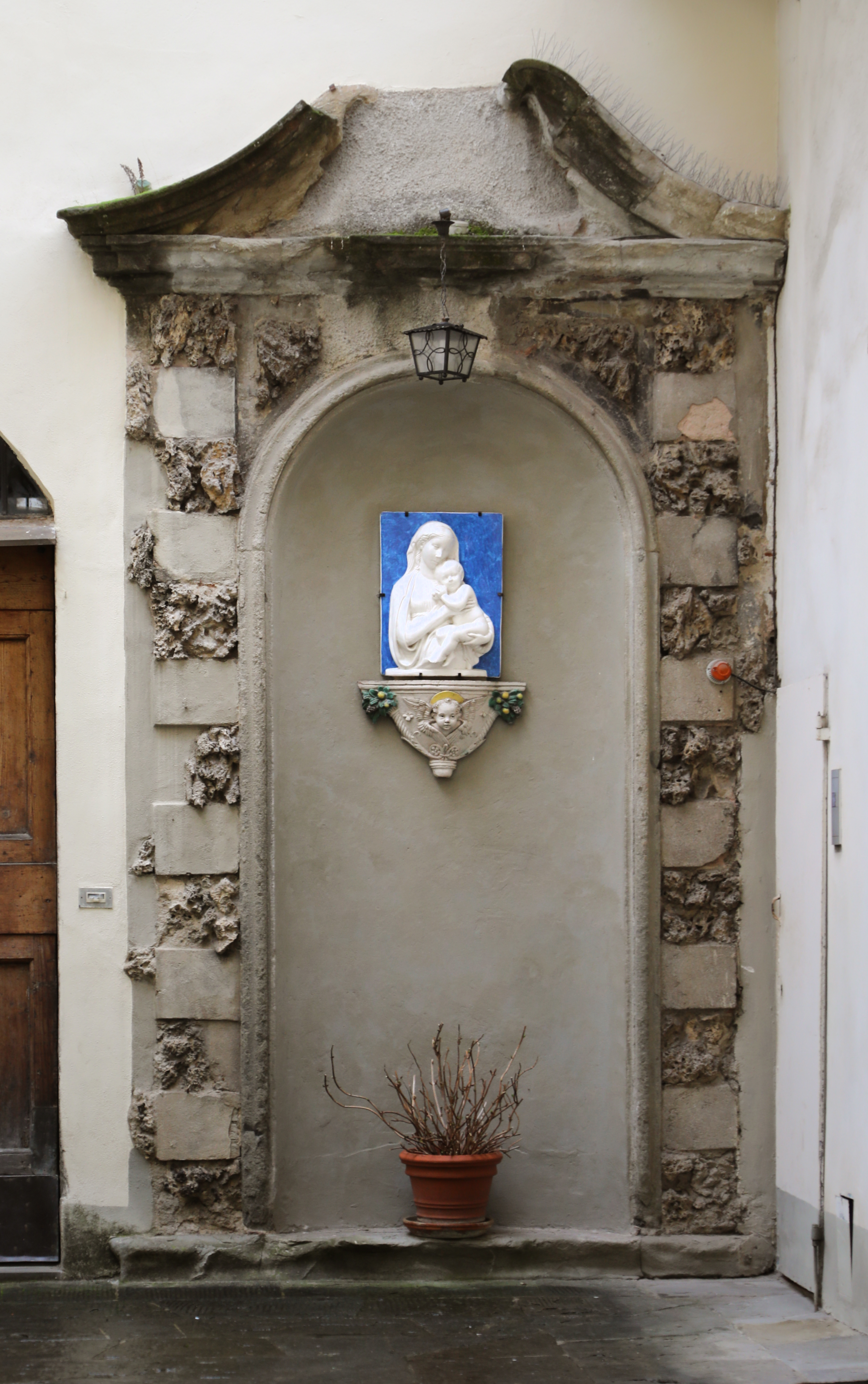
Fontana a muro

## Note

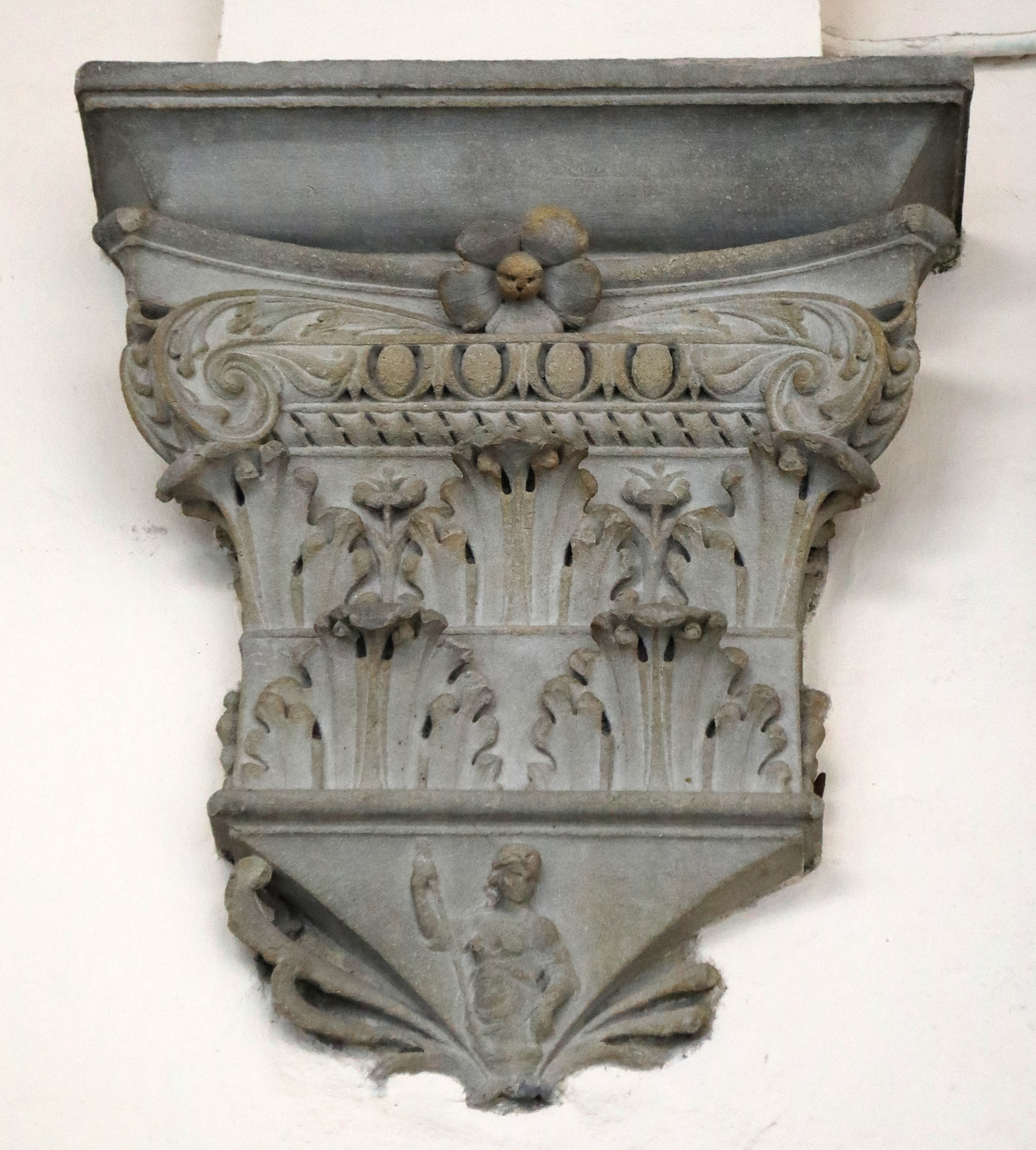
Peduccio con san Giovanni Battista

## Bibliografia

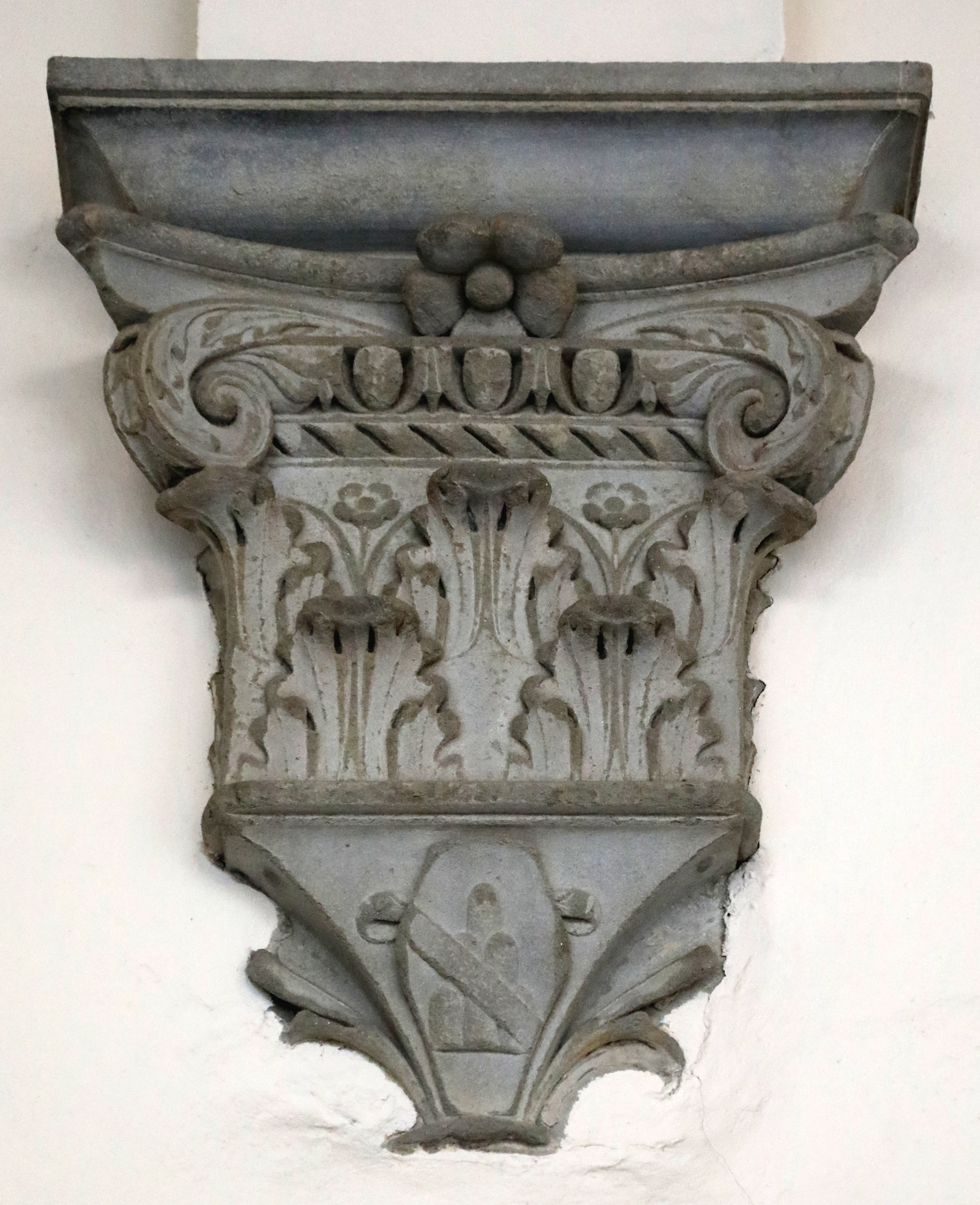
Peduccio con stemma Ricasoli